# Live at the Rainbow '74
Live at the Rainbow '74 es un álbum en vivo de la banda inglesa de rock Queen. Fue publicado el 8 de septiembre de 2014, cuarenta años después de los conciertos que se pueden escuchar en el álbum. Hay 2 ediciones de Live at the Rainbow '74; en la edición de un solo disco se incluye un concierto celebrado el 20 de noviembre de 1974 perteneciente a la gira del álbum Sheer Heart Attack, mientras que en la edición de lujo se incluye un concierto adicional de la gira del anterior álbum, Queen II, el cual tuvo lugar el 31 de marzo de 1974 en el mismo Rainbow Theatre de Londres.

## Lista de canciones

### Concierto de noviembre
1. "Procession" (Brian May) – 1:18
2. "Now I'm Here" (Brian May) – 5:00
3. "Ogre Battle" (Freddie Mercury) – 5:31
4. "Father to Son" (Brian May) – 5:55
5. "White Queen (As It Began)" (Brian May) – 5:34
6. "Flick of the Wrist" (Freddie Mercury) – 4:07
7. "In the Lap of the Gods" (Freddie Mercury) – 3:20
8. "Killer Queen" (Freddie Mercury) – 1:26
9. "The March of the Black Queen" (Freddie Mercury) – 1:36
10. "Bring Back That Leroy Brown" (Freddie Mercury) – 1:41
11. "Son and Daughter" (Brian May) – 3:45
12. "Guitar Solo" (Brian May) – 4:41
13. "Son and Daughter (Reprise)" (Brian May) – 2:14
14. "Keep Yourself Alive" (Brian May) – 2:23
15. "Drum Solo" (Roger Taylor) – 0:51
16. "Keep Yourself Alive (Reprise)" (Brian May) – 1:23
17. "Seven Seas of Rhye" (Freddie Mercury) – 3:30
18. "Stone Cold Crazy" (Freddie Mercury, Brian May, Roger Taylor, John Deacon) – 2:40
19. "Liar" (Freddie Mercury) – 8:40
20. "In the Lap of the Gods... Revisited" (Freddie Mercury) – 4:10
21. "Big Spender" (Cy Coleman, Dorothy Fields) – 1:31
22. "Modern Times Rock 'n' Roll" (Roger Taylor) – 3:12
23. "Jailhouse Rock" (Jerry Leiber, Mike Stoller) – 4:10
24. "God Save the Queen" (Traditional, arr. Brian May) – 1:18

### Concierto de marzo
1. "Procession" – 1:15
2. "Father to Son" – 6:08
3. "Ogre Battle" – 5:27
4. "Son and Daughter" – 3:31
5. "Guitar Solo" – 2:25
6. "Son and Daughter (Reprise)" – 2:02
7. "White Queen (As It Began)" – 5:49
8. "Great King Rat" – 7:05
9. "The Fairy Feller's Master-Stroke" – 2:53
10. "Keep Yourself Alive" – 2:10
11. "Drum Solo" – 0:28
12. "Keep Yourself Alive (Reprise)" – 1:24
13. "Seven Seas of Rhye" – 3:10
14. "Modern Times Rock 'n' Roll" – 2:41
15. "Jailhouse Rock - Stupid Cupid - Be Bop A Lula" – 4:32
16. "Liar" – 8:28
17. "See What A Fool I've Been" – 4:59

## Componentes
- Freddie Mercury – voz, piano.
- Brian May – guitarra, coros, ukelele en "Bring Back That Leroy Brown".
- Roger Taylor – batería, percusión, coros, segunda voz en "The March of the Black Queen".
- John Deacon – bajo eléctrico, voz, triángulo en "Killer Queen".

## Publicación
| Región         | Fecha                   | Discográfica |
| -------------- | ----------------------- | ------------ |
| Reino Unido    | 8 de septiembre de 2014 | Virgin EMI   |
| Canadá         | 9 de septiembre de 2014 | Hollywood    |
| Estados Unidos | 9 de septiembre de 2014 | Hollywood    |